# Dolores Hart
Pour les articles homonymes, voir Hart.
Dolores Hart est une actrice américaine devenue religieuse, née le 20 octobre 1938 à Chicago, Illinois (États-Unis).

## Biographie

### Enfance
Née Dolores Hicks, enfant unique, ses parents sont Bert Hicks et Harriett Pittman. Son père et sa mère ont respectivement 17 et 16 ans lors de sa naissance à Chicago le 20 octobre 1938 à 10h30.
Ses parents ont une relation très instable et se séparent lorsqu'elle a deux ans. Elle habitera alternativement à Los Angeles chez sa mère et à Chicago chez ses grands-parents de l'âge de deux ans jusqu'à celui de onze ans.
Son père a de petits rôles au cinéma à partir de 1942 et ainsi elle visite souvent les studios de cinéma à Hollywood. Son oncle est l'acteur et chanteur Mario Lanza. Sa marraine est la fille de Gary Cooper, Maria Cooper Janis.
Ses grands-parents lui font fréquenter une école catholique, non par conviction religieuse mais parce qu'elle est plus près de leur maison. La petite Dolores est attirée par les séances religieuses et décide de se faire baptiser le 4 octobre 1948. Elle reçoit sa confirmation le 24 avril 1949 et choisit de prendre pour modèle sainte Thérèse de Lisieux.
Elle rêve de devenir actrice à Hollywood et son rêve se rapproche lorsque sa mère se remarie et reprend sa garde. Elle déménage donc définitivement à Los Angeles à l'âge de 11 ans.

### Carrière hollywoodienne
En décembre 1956, au collège Marymount à Palos Verdes, elle joue dans la pièce de théâtre Joan of Lorraine. Un des organisateurs de la pièce, Don Barbeau, envoie des invitations ainsi que la photo de Dolores à plusieurs producteurs de studio de cinéma. Un producteur de la Paramount, Hal Wallis, décide de lui faire passer une première audition.
Plus tard, elle est invitée à une deuxième audition mais cette fois-ci pour un petit rôle dans un film avec Elvis Presley. Le test est concluant et elle signe un contrat de six mois avec la Paramount le 16 janvier 1957.
Le producteur Hal Wallis lui demande de changer son nom. Sa copine de classe Sheila Hart vient de se fiancer et elle lui dit qu'elle va perdre son nom donc qu'elle peut le prendre. Elle devient donc Dolores Hart.
Elle tourne deux films avec Elvis Presley : Loving You en 1957 où elle acquiert l'honneur d'être la première fille qu'Elvis va embrasser à l'écran et King Creole l'année suivante, considéré par plusieurs comme le meilleur film d'Elvis.
À partir du 22 octobre 1958, elle joue Jessica dans la pièce The Pleasure of His Company sur Broadway à New York. Épuisée par cette performance, une amie lui parle de l'abbaye de Regina Laudis dans le Connecticut pour aller s'y reposer. Elle y fait une première visite en 1959 et s'y sent si bien qu'elle y retourne deux fois l'an.
En 1960, elle tourne le film Where The Boys Are chez Metro-Goldwyn-Mayer. Ce film sera le plus gros succès de 1961 pour la MGM et est considéré un classique dans le domaine comédie d'adolescents.
À partir du 26 octobre 1960, elle tourne le film Francis of Assisi (François d'Assise) chez  20th Century Fox. Elle joue Claire, une disciple de François d'Assise. Ce film a été tourné à Assise en Italie et prophétiquement on la voit devenir religieuse. Avant le tournage, elle rencontre le pape Jean XXIII à qui elle dit « Je suis Dolores Hart, l'actrice qui joue Claire dans le film ». Le pape lui répond « Tu es Claire ». Elle répond « Non, je suis l'actrice qui joue Claire ». Le pape dit encore « Tu es Claire ».
En 1961, elle tourne Sail a Crooked Ship chez Columbia Pictures. Elle est alors surnommée « La future Grace Kelly » à cause de sa ressemblance avec l'actrice.
Pendant le tournage de Lisa, elle vit une romance avec l'acteur Stephen Boyd.
Son dernier film sera Come Fly With Me tourné en 1962 pour Metro-Goldwyn-Mayer.

### L'appel divin
À partir de 1962, son entourage la trouve songeuse, absente. Elle fréquente depuis un an Donald Robinson, un agent immobilier de Los Angeles. En octobre, celui-ci commence à lui parler de mariage. Voyant son hésitation, il lui propose des fiançailles, non-officielles, de six mois. Bien que secret, le Los Angeles Herald Express annonce les fiançailles et la machine est partie. Les studios Paramount annoncent le mariage pour le 23 février 1963 et publient une photo des deux fiancés. Edith Head commence à lui dessiner une robe de mariée. Donald Robinson achète une maison nuptiale sur Benedict Canyon à Beverly Hills. Dolores doit choisir toute la décoration intérieure et ressent de plus en plus un dilemme entre cette future vie et une possible vocation religieuse.
En janvier 1963, Donald Robinson organise une fête en l'honneur des fiançailles. Après la soirée, il lui demande son problème « M'aimes-tu vraiment Dolores ? Tu étais absente ce soir. Ton comportement n'est pas normal ». Il lui suggère d'aller au monastère pour tirer au clair sa relation avec Dieu et la vie. Elle réserve son billet d'avion le soir même et va passer une semaine à l'abbaye pour rencontrer la Mère supérieure. Elle revient avec la certitude d'avoir la vocation.
Elle est maintenant une star bien établie et son salaire est de 3 000 dollars par semaine. Elle est riche et célèbre. Elle est dans une position où seulement une sur des milliers réussissent mais le 13 juin 1963, à l'âge de 24 ans, elle entre à l'abbaye de Regina Laudis de Bethlehem dans le Connecticut.
Donald Robinson, le cœur brisé, ne se mariera jamais et lui rendra visite toute sa vie deux fois l'an, à Pâques et à Noël. Il est décédé le 29 novembre 2011.
Sa première année de vie monastique est très dure et elle pleure souvent. Le 29 juin 1964, elle commence son noviciat. Une cérémonie accompagne cette étape où elle porte une robe de mariée, symbole de son mariage avec Dieu. Ses cheveux sont coupés. Elle se souviendra toute sa vie d'avoir vu la Mère supérieure pleurer pendant cette cérémonie. Elle devient alors sœur Judith.
Le 29 juin 1966 est célébrée sa première profession. Suit une période de trois ans où elle peut décider de quitter le monastère. Elle écrit alors dans son journal : La solitude est la pire des souffrances, mais si je peux l'endurer avec foi, alors je gagnerai mon chemin vers Dieu.
Le 18 septembre 1970, elle est consacrée Mère Dolores Hart par l'Église catholique.
À partir de 1997 elle souffre de neuropathie périphérique, une maladie chronique qui cause des douleurs intenses.
Elle occupe depuis 2001 les fonctions de mère prieure de l'abbaye.
En 2006 elle retourne à Hollywood pour la première fois depuis son entrée au monastère pour assister à un banquet de levée de fonds pour la recherche sur la neuropathie périphérique.
Elle dira en entrevue que le pape Jean XXIII lui disant « Tu es Claire » n'a pas été l'agent déclenchant de sa vocation, que la vocation nécessite plus que cela et que Dieu ne se manifeste pas de façon si évidente.
Elle visite Hollywood en février 2012 pour assister à la cérémonie des Oscars. Un documentaire sur sa vie, God Is the Bigger Elvis (en) étant en nomination dans la catégorie court documentaire.
En mai 2013, elle publie son autobiographie, coécrite avec Richard DeNeut, The Ear of the Heart, chez Ignatius Press (San Francisco). Écrit sous forme de dialogue entre les deux auteurs, ce livre a nécessité dix ans de travail.

## Filmographie
- 1947 : Ambre (Forever Amber) : Child
- 1957 : Amour frénétique (Loving You) : Susan Jessup
- 1957 : Car sauvage est le vent : Angie
- 1958 : Cœurs brisés (Lonelyhearts) : Justy Sargent
- 1958 :  Bagarres au King Créole (King Creole) de Michael Curtiz : Nellie
- 1960 : Les Pillards (The Plunderers) : Ellie Walters
- 1960 : Ces folles filles d'Ève (Where the Boys Are) : Merritt Andrews
- 1961 : François d'Assise (Francis of Assisi) : Clare
- 1961 : Sail a Crooked Ship (en) de Irving Brecher : Elinor Harrison
- 1962 : L'Inspecteur (Lisa) : Lisa Held
- 1963 : Les Filles de l'air (Come Fly with Me) de Henry Levin : Donna Stuart
- 1981 : This Is Elvis (en), home movie footage
- 2012 : God Is the Bigger Elvis, film documentaire